# Infern - Cant Setzè

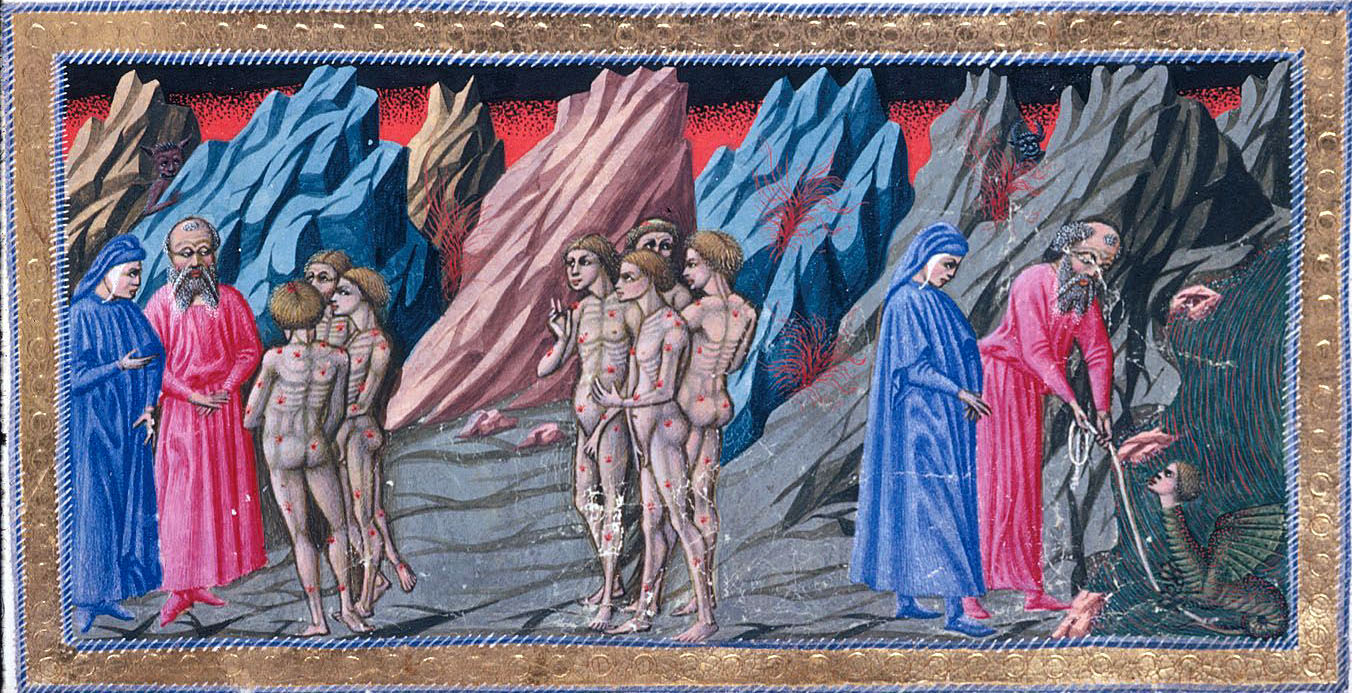
Priamo della Quercia, il·lustració del Cant Setzè.

El cant setzè de l'Infern de Dante Alighieri es desenvolupa en el tercer anell del setè cercle, on són castigats els violents contra Déu, la natura i l'art. En aquest cant Dante parla amb tres ànimes castigades per sodomia com Brunetto Latini del cant anterior. Aquests personatges van ser polítics i guerrers florentins de l'antiga aristocràcia, que pertanyien al partit dels güelfs. Aquests són Guido Guerra, Tegghiaio Aldobrandi i Iacopo Rusticucci que ja han estat citats en el Cant Sisè al parlar amb en Ciacco al fang dels golafres. Després de parlar i bescantar la Florència actual, desapareixen les tres ànimes. Els poetes segueixen el seu camí i arriben a la vora del precipici que separa el setè del vuitè cercle on se sent el terrabastall de l'aigua del Flegetont en caure d'un a l'altre cercle. Es descriu la pujada per l'aire d'un monstre fantàstic, el Frau que es detallarà en els següents cants. Estem a l'alba del 9 d'abril de 1300 (Dissabte Sant), o segons altres comentaristes en el 26 de març de 1300.

## Anàlisi del cant

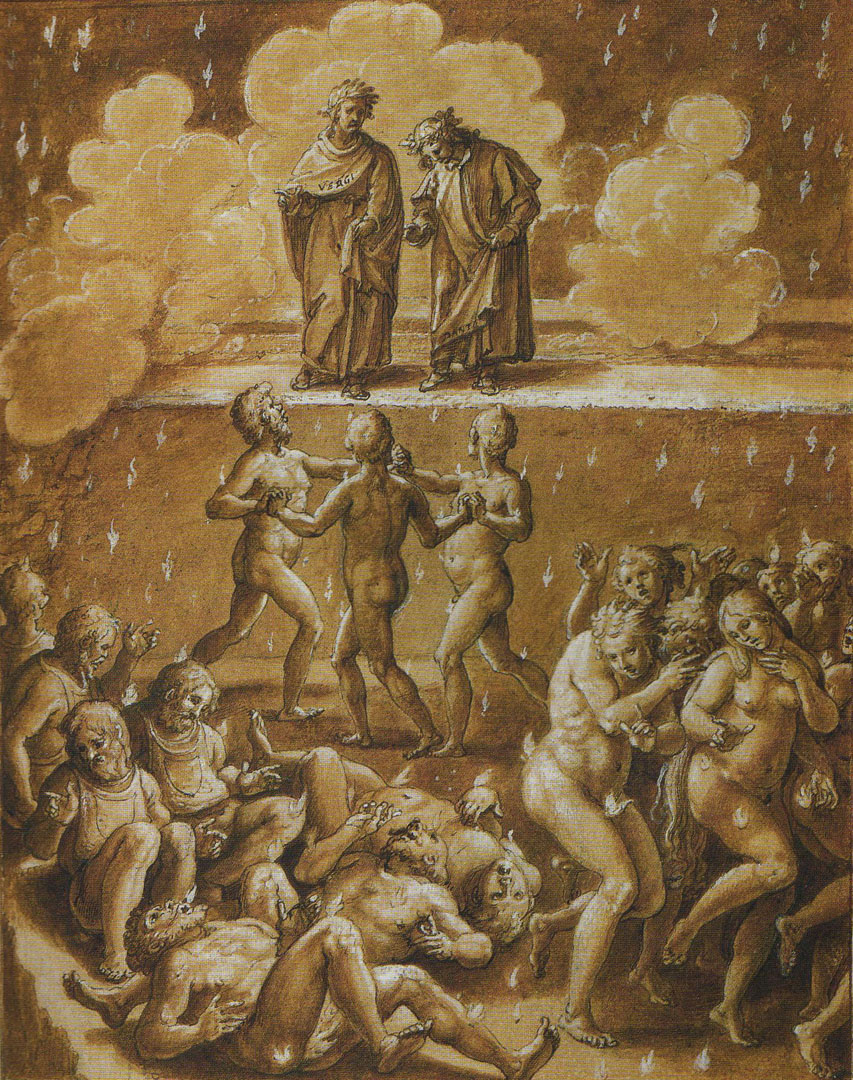
Els tres florentins, Giovanni Stradano (1587)

### Els tres florentins - versos 1-63
El cant comença amb una nota sonora: Dante i Virgili caminen sobre el dic del Flegetont per no trepitjar el "sorral" castigat per la pluja de foc que cau en el tercer anell del setè cercle, i ja comencen a sentir el soroll d'un salt d'aigua, similar al murmuri que fan les abelles prop de les arnes.
Llavors, d'una multitud d'ànimes que passen corrents pel sorral se'n separen tres condemnats i s'adrecen cap als pelegrins, cridant a Dante: "Atura't, tu que pel vestit pareixes un de la nostra terra depravada".
Mentre que Dante queda afectat per les terribles cremades que presenten les tres ànimes, Virgili el prepara per a la trobada que està a punt de succeir. Com amb Farinata degli Uberti al Cant Desè, el poeta llatí, anuncia a Dante amb una perífrasi que està a punt de trobar-se amb unes d'aquelles "grans" ànimes de les quals ha demanat notícies a Ciacco: "Espera'ls una mica, cal ser cortès amb ells. I si no fóra pel foc que aquest lloc llança per tots els costats, jo diria que, més que ells, t'hauries d'afanyar tu." (vv. 14-18).
Els tres condemnats reprenen la seva "antiga queixa" (el plany o el caminar) quan veuen que ells dos s'han aturat i quan ja són a prop, comencen a girar en cercle, un darrere l'altre. Com ja va explicar Brunetto Latini en el cant precedent, els sodomites són castigats amb una carrera eterna i si en algun moment s'aturaven, quedarien castigats a estar cent anys clavats a terra com els blasfems (potser perquè aturar-se mentre s'estan pagant els propis pecats es podria considerar com a supèrbia contra Déu, igual com les blasfèmies).
Dante fa una semblança una mica fosca: com els campions (de lluita lliure) nus i untats, estudiant una presa que sigui avantatjosa per ells abans d'iniciar el combat, així semblaven els tres girant el coll en el sentit contrari dels peus: tot això per indicar que ells el miraven com aquells "campions" que en l'edat mitjana lluitaven pagats, per dirimir controvèrsies legals (més difícil és que Dante tingués un record dels gladiadors del món antic).
Un dels tres comença a parlar, primer dient que, malgrat el seu miserable aspecte, eren homes famosos en vida, així que si aquesta fama pot predisposar els sentiments de Dante, li preguen que els digui qui és ell "tu que amb els peus vius / trepitges tan segur aquest infern" (vv 32-33).

Abans, tanmateix, fa tres presentacions lapidàries d'ell mateix i dels seus companys: l'home escorxat per les flames i nu, que el precedeix, fou una persona més important del que sembla ara, net de la bona Gualdrada (personatge citat com a exemple de virtut en Paradís cant XV, 112), i famós "condottiero" (comandant) de nom Guido Guerra, del partit güelf, derrotat en la batalla de Montaperti, promogué la recuperació güelfa en la batalla de Benevent: "va fer grans fetes de seny i d'espasa" (v. 39).

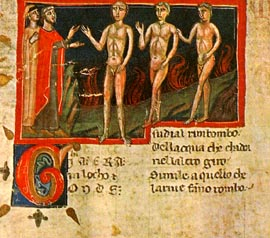
Els tres florentins del Cant Setzè, anònim florentí (1330)

El que el segueix és Tegghiaio Aldobrandi, que hauria d'haver estat més escoltat al món (de fet, ell havia desaconsellat als florentins de combatre a Montaperti). El que parla, es presenta com a Iacopo Rusticucci, al qual va fer més mal la seva extravagant dona que cap altre (sobre aquest vers epigràfic els comentaristes es van desfogar sobre com, a causa del fet que la seva dona se li negava, ell es va dedicar a tenir relacions homosexuals).
Els tres il·lustres florentins, si no fos per la pista del Sisè Cant, on són mencionats, almenys Iacopo i Tegghiaio, entre els que: "pretenien obrar bé", serien poc més que figures traçades apressadament. Ells pertanyen a la generació precedent a la de Dante i van ser importants "condottieri" i homes polítics, per la qual cosa se suposa que el seu grup d'ànimes estigui composta d'aquests oficis (polítics i homes d'armes), mentre que en el de Brunetto Latini només hi havia clergues i literats. Dante després d'haver reconegut aquests grans homes, escriu que de bon grau hagués baixat a abraçar-los, però es guarda prou bé de fer-ho per causa de la pluja de foc.
Llavors Dante comença a respondre'ls, Paràfrasi: la seva miserable condició no li provoca rebuig, sinó un dolor persistent, principalment des que el seu mestre (Virgili) l'ha avisat de la seva trobada; ell també és florentí i "sempre mai", utilitza aquest oxímoron que més que altres en italià té un valor reforçant de "sempre" ("des de sempre" JF Mira), ell ha escoltat i repetit amb afecte els seus noms i la seva honorable obra (fer notar que Dante posa primer el verb citar que escoltar, utilitzant una figura retòrica anomenada "hysteron proteron" "darrer primer", figura que inverteix l'ordre seqüencial de les accions, amb l'objectiu de cridar l'atenció sobre la idea més important posant-la en primer lloc). El poeta pelegrí deixa l'amargor infernal: "Deixe la fel, i vaig als dolços fruits", del Paradís com li ha promès el seu guia, però primer haurà de baixar fins al centre de la terra (o fins al punt més baix de l'Infern).

### La corrupció de Florència - vv. 64-90
Iacopo demana, després d'invocar la magnanimitat de Dante, si en la seva ciutat regnen encara les virtuts cavalleresques com la cortesia (entesa com a respectar les normes de la "cort") i el valor, perquè un tal Guglielmo Borsiere, baixat de fa poc entre ells (és a dir, mort fa poc temps) els ha contat fets preocupants.
Dante aprofita llavors l'oportunitat d'exposar la seva visió de la Florència contemporània. El nucli dels problemes segons ell, és la "immigració" ("els nou vinguts") i la riquesa fàcil que atreu les persones i les omple de supèrbia i desmesura. Dante ha pronunciat aquesta breu oració amb gest i to profètic i amb la cara aixecada ("així vaig cridar jo, mirant amunt"), i els tres condemnats es van mirar l'un a l'altre assentint amb el cap, torbats i tristos.
Els tres donen les gràcies al pelegrí dient que la seva resposta és acceptable, i li diuen que si ell torna al món dels vius, quan conti el seu viatge, se'n recordi de citar els seus noms. Després escapen veloçment amb les cames molt àgils que semblen ales en el temps de dir amén ("Hom no hauria pogut dir amén / tan ràpid com ells van desaparèixer" vv. 88-89).

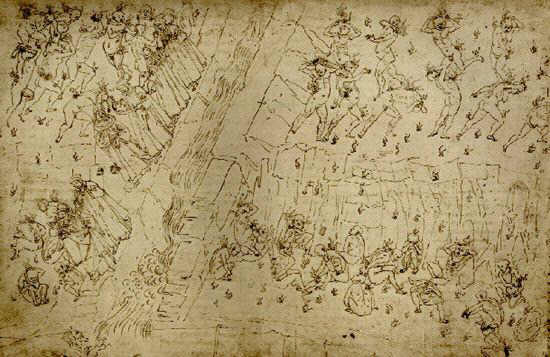
Sandro Botticelli: L'anell dels violents contra natura (dibuix per a la Divina Comèdia)

### La corda de Dante - vv. 91-114
Mentrestant, Dante reprèn el camí amb Virgili, i el soroll de la cascada citat al principi del cant, és tan fort que cobreix el so de les seves veus. El símil que Dante fa a continuació per dir que la cascada li recorda aquella dels "Romiti" a San Benedetto dell' Alpe, és particularment prolixa, complexa i ocupa quatre tercets. Paràfrasi: "Com aquell riu, que va del Monviso (on neix el Po) cap a l'est i és el primer curs d'aigua del costat esquerre dels Apenins que té el seu propi camí (no conflueix al Po) anomenat Acquacheta a la part superior, abans de baixar a la vall cap al llit inferior on a Forlì ja no té aquest nom (es diu Montone), es precipita sobre San Benedetto dell'Alpe, ja que cau d'un penya-segat amb només un salt en comptes de ser rebut per mil salts petits; així des d'un cingle escarpat vam sentir aquella aigua tenyida de roig ressonar tan fort que, en poc temps m'hauria danyat l'orella"(vv. 94-105).
En aquest punt Virgili demana a Dante la corda que li envolta els malucs. Aquesta és sens dubte una figura amb valor al·legòric, però el seu significat mai no s'ha aclarit completament. Els punts ferms de l'escena dantesca són els següents:
1. Virgili demana la corda per cridar a Gerió, símbol del Frau.
2. Dante diu que havia intentat capturar la pantera (lleopard) de la pell tacada (símbol de luxúria o del frau en el primer cant) amb aquesta mateixa corda.

Altres elements són que Dante li dona "feta un bolic", és a dir, apilotonada i Virgili la llança cap a la dreta i lluny de la riba.
Les interpretacions al·legòriques de la corda es remunten a dues teories principals, cadascuna recolzada per un gran nombre d'estudiosos i comentaristes. La primera, més antiga i que es basa en les cites de la Bíblia i té la confirmació en altres passatges dantescos, veu la corda com un símbol de la "intenció" fraudulenta, lligada a la seducció amorosa, que crida a Gerió com a símbol del frau "en acció". La segona, vinculada a altres cites bíbliques així com els passatges de Sant Agustí i Aristòtil, mostra la corda com un símbol de "Castedat", entesa com a cíngol (cordó) que en lligar els ronyons, frena els instints lligats a la sexualitat (cíngol que, després d'haver visitat els sodomites luxuriosos, no apareix més). Si bé aquesta segona hipòtesi explicaria completament la menció de Dante a l'intent de domar la luxúria (la pantera), s'adapta pitjor a la crida del Frau. Potser es podria entendre en un sentit més ampli com que una ànima pura pogués ser enganyada per ingenuïtat i això atrauria la malícia fraudulenta. Aquesta corda però en un cert sentit pot domesticar i vèncer al frau, ja què, segons un passatge d'Isaïes, podria assimilar-se a la Justícia i la Lleialtat.
Què Dante fos un franciscà del tercer orde o un templer, és una idea mantinguda una mica superficialment per algun comentarista però que no ve recolzada per cap confirmació, si l'única pista d'aquesta idea és la corda.

### Ascensió de Gerió - vv. 115-136
Dante ja imagina que hi ha alguna cosa nova que està a punt d'aparèixer i reflexiona que, els homes han de ser cauts quan es troben en presència de: (Paràfrasi) aquells que no veuen només els actes exteriors (l'obra), sinó que també entren amb el seny dins dels pensaments dels altres (aquesta és una perífrasi per referir-se a Virgili), és a dir, és bo callar fins que sàpigues què està passant. Virgili, com és habitual, li llegeix el pensament i (a pesar del soroll de la cascada, que ja no es menciona més) li diu que aviat arribarà alguna cosa.
En aquest punt, Dante interpel·la al lector per reclamar-li l'atenció i preparar-lo per un espectacle extraordinari i irreal, dient que: (Paràfrasi) S'ha d'evitar sempre, fins que es pugui, contar un fet, que encara que sigui veritat, es presenti amb una aparença estranya i meravellosa, que es pugui pensar que és fals; perquè en tal cas, és fàcil, sense ser culpable de falsedat, merèixer l'acusació de mentider. Diu "però no puc callar-ho ací" i jura sobre els versos de la seva "comèdia"; (v.128, aquí és el primer cop en què Dante dona un nom a la seva obra i un dels pocs passatges en què l'anomena), esperant que els versos puguin no estar buits d'alguna gràcia ("i que siguen estimats molt de temps!"). Jura, diem, adreçant-se directament a cada lector, que ell va veure per si mateix una figura "meravellosa", "capaç d'impressionar un cor ben ferm", pujar nadant per l'aire espès i fosc (aquesta és una metàfora?), com el mariner que se submergeix per desencallar l'àncora que s'agafa a un escull o a un altre objecte en el fons marí, que la part superior del cos s'estén i la dels peus (inferior) s'encongeix, és a dir, retreu cap a ell les cames per pujar a la superfície (estil braça de natació).
Aquesta prodigiosa figura és Gerió, guardià del vuitè cercle de l'Infern on són castigats els fraudulents i és el mateix símbol del frau (a l'Eneida, és el guardià de l'Infern). La seva figura escampada ben bé en quatre cants, serà descrita en detall en el cant següent, mentre el prodigiós vol de Dante i Virgili a cavall de Gerió es tractarà en el Cant Divuitè; en el Cant Vintè s'assenyalarà breument la seva desaparició en els primers versos.

## Recitat del Cant Setzè a la xarxa
- Vittorio Gassman: https://www.youtube.com/watch?v=GcPHl73Z8-g&t=4s
- La Divina Commedia. Inferno, canto XVI. Lectura i comentari de Vittorio Sermonti: https://www.youtube.com/watch?v=NoCXINz65zA&t=3s
- Roberto Benigni: https://www.youtube.com/watch?v=NogF7r2DPyA
- Carlo D'Angelo: https://www.youtube.com/watch?v=ymJI0sb92eI&t=2s
- Paràfrasi i imatges animades: https://www.youtube.com/watch?v=lUiqJ0T23gw&t=2s